# Hellmut von Philipsborn
Hellmut von Philipsborn (* 3. August 1892 in Berlin; † 19. Oktober 1983 in Regensburg; auch zitiert als Helmut von Philipsborn und Helmuth Richard Hermann Adolf Friedrich von Philipsborn) war ein deutscher Mineraloge.

## Leben und Wirken
Hellmut von Philipsborn kam als Sohn des Verwaltungsbeamten Ernst von Philipsborn 1892 in Berlin zur Welt. Nach dem Abitur im Jahr 1910 studierte er an den Universitäten Lausanne, München und Berlin Rechtswissenschaften. 1914 ging er an die Universität Jena, um Naturwissenschaften zu studieren, allerdings musste er sein Studium für die Teilnahme am Ersten Weltkrieg für vier Jahre unterbrechen.
1919 kehrte er nach Jena zurück. Im April 1921 wechselte er an die Universität Leipzig, wo er 1923 zum Dr. phil. promoviert wurde. Danach arbeitete er in der Wissenschaftlichen Abteilung der Kaliforschungsanstalt Staßfurt-Leopoldshall. Im Frühjahr 1925 wurde er an der Universität Gießen Assistent bei Karl-Hermann Scheumann, dem er im Herbst 1926 als Oberassistent an die TH Berlin folgte. Im Wintersemester 1927/28 habilitierte er sich.
Am 1. Mai 1929 wurde von Philipsborn Ordentlicher Professor für Mineralogie und Lötrohrprobierkunde an der Bergakademie Freiberg. Gleichzeitig wurde er Direktor des Mineralogischen Instituts, und er betreute die dort ansässige Mineralogische Sammlung. 1933 unterzeichnete er das Bekenntnis der deutschen Professoren zu Adolf Hitler. Ab 1938 leitete er die Bibliothek der Bergakademie. Von August 1939 bis September 1940 sowie von April 1941 bis 1944 nahm er am Zweiten Weltkrieg teil. Am 6. Mai 1945, kurz bevor die Rote Armee Freiberg erreichte, verließ von Philipsborn mit seiner Familie die Stadt, um im Westen Deutschlands neu anzufangen.
Von Philipsborn ging an die Bergakademie Clausthal in der britischen Besatzungszone. Nachdem bereits Ende 1945 seine temporäre Einstellung durch die britische Militärregierung gestattet worden war, vertrat er ab der Wiederaufnahme des Lehrbetriebes 1946 den Lehrstuhl für Mineralogie, Petrographie und Lagerstättenkunde bis Hermann Borchert bereits zum Sommer 1947 auf diesen berufen wurde. In Clausthal begann von Philipsborn seine Arbeit an seinen Tafeln zum Bestimmen der Minerale nach äusseren Kennzeichen.
Danach ging er an die Universität Bonn und betreute ab 1950 als Kustos das Mineralogische Museum im Poppelsdorfer Schloss. Im Jahr 1956 wurde er Ordentlicher Professor für Angewandte Mineralogie an der Bonner Universität, 1960 trat er in den Ruhestand. Seine letzten Lebensjahre verbrachte er in München und Regensburg, wo er 1983 starb.
Das Mineral Philipsbornit wurde nach ihm benannt.

## Schriften (Auswahl)
- Über mylonitische Granitgneise in der nördlichen Randzone des sächsischen Granulitgebirges, Dissertation, Leipzig, 1923
- Tabellen zur Berechnung von Mineral- und Gesteinsanalysen, Leipzig, 1933
- Tafeln zum Bestimmen der Minerale nach äusseren Kennzeichen, Stuttgart, 1953
- Erzkunde, Stuttgart, 1964